# Eurovision Song Contest 1985
Eurovision Song Contest 1985 blev for anden gang holdt i Sverige, præcis 10 år efter den første gang. Værtinden, Lill Lindfors, havde selv deltaget tidligere i 1966. Efter alle havde været på scenen, kom hun atter ind på scenen, men tabte dog sin kjole på vejen. Det var dog en del af showet, for hun kunne hurtig fremskaffe sig en ny. Desværre kom hun dog til at sige til vinderne, at hun var så glad for at netop Norge havde vundet, for de havde tabt så tit.
Holland deltog ikke på grund af deres Mindedag for de døde siden starten af 2. verdenskrig og Jugoslavien meldte fra på grund af fem årsdagen for Josep Broz Titos død.

## Deltagere og resultater
| Land           | Solist                                                                            | Sang                                                      | Plads | Point |
| -------------- | --------------------------------------------------------------------------------- | --------------------------------------------------------- | ----- | ----- |
| Irland         | Maria Christian                                                                   | Wait Until the Weekend Comes Vent indtil weekenden kommer | 6     | 91    |
| Finland        | Sonja Lumme                                                                       | Elaköön elama Længe leve livet                            | 9     | 58    |
| Cypern         | Lia Vissi                                                                         | To katalava arga Jeg opdagede det for sent                | 16    | 15    |
| Danmark        | Hot Eyes                                                                          | Sku' du spørg' fra no'en                                  | 11    | 41    |
| Spanien        | Paloma San Basilio                                                                | La fiesta terminó Festen er slut                          | 14    | 36    |
| Frankrig       | Roger Bens                                                                        | Femme dans ses rêves aussi Kvinde også i hendes drømme    | 10    | 56    |
| Tyrkiet        | MFÖ                                                                               | Di dai di dai dai                                         | 14    | 36    |
| Belgien        | Linda Lepomme                                                                     | Laat me nu gaan Lad mig nu gå                             | 19    | 7     |
| Portugal       | Adelaide                                                                          | Penso em ti, eu sei Tænker på dig, det ved du             | 18    | 9     |
| Vesttyskland   | Wind                                                                              | Für alle For alle                                         | 2     | 105   |
| Israel         | Izhar Cohen & Alphabeta                                                           | Olé olé                                                   | 5     | 93    |
| Italien        | Romina Power & Al Bano                                                            | Magic, oh magic Magi, åh, magi                            | 7     | 78    |
| Norge          | Bobbysocks                                                                        | La' det swinge                                            | 1     | 123   |
| Storbritannien | Vikki                                                                             | Love Is … Kærlighed er …                                  | 4     | 100   |
| Schweiz        | Mariella Farré & Pino Gasparini                                                   | Piano, piano Roligt, roligt                               | 12    | 39    |
| Sverige        | Kikki Danielsson                                                                  | Bra vibrationer Gode vibrationer                          | 3     | 103   |
| Østrig         | Gary Lux                                                                          | Kinder dieser Welt Denne verdens børn                     | 8     | 60    |
| Luxembourg     | Margo, Franck Olivier, Diane Solomon,Ireen Sheer, Malcolm Roberts & Chris Roberts | Children, Kinder, Enfants Børn, børn, børn (eng, ty, fr)  | 13    | 37    |
| Grækenland     | Takis Biniaris                                                                    | Miazoume Vi ligner hinanden                               | 16    | 15    |

## Afgivende 12 point
| Nr. | Land     | Afgivende Nation                                                            |
| --- | -------- | --------------------------------------------------------------------------- |
| 8   | Norge    | Østrig, Belgien, Danmark, Tyskland, Irland, Israel, Sverige, Storbritannien |
| 3   | Italien  | Luxembourg, Portugal, Spanien                                               |
| 2   | Sverige  | Finland, Norge                                                              |
| 1   | Frankrig | Grækenland                                                                  |
| 1   | Tyskland | Cypern                                                                      |
| 1   | Irland   | Italien                                                                     |
| 1   | Israel   | Frankrig                                                                    |
| 1   | Spanien  | Tyrkiet                                                                     |
| 1   | Tyrkiet  | Schweiz                                                                     |

## Kapelmestre
- Irland - Noel Kelehan
- Finland - Ossi Runne
- Cypern - Haris Andreadis
- Danmark - Wolfgang Käfer
- Spanien - Juan Carlos Calderón
- Frankrig - Michel Bernholc
- Tyrkiet - Garo Mafyan
- Belgien - Curt-Eric Holmquist
- Portugal - José Calvário
- Tyskland - Rainer Pietsch
- Israel - Kobi Oshrat
- Italien - Fiorenzo Zanotti
- Norge - Terje Fjærn
- Storbritannien - John Coleman
- Schweiz - Anita Kerr
- Sverige - Curt-Eric Holmquist
- Østrig - Richard Oesterreicher
- Luxembourg - Norbert Daum
- Grækenland - Haris Andreadis

## Tilbagevendende artister
| Artist                                    | Land       | Tidligere år                                                                           |
| ----------------------------------------- | ---------- | -------------------------------------------------------------------------------------- |
| Gary Lux                                  | Østrig     | 1983 (del af Westend, 1984 (baggrundsanger for Anita)                                  |
| Lia Vissi                                 | Cypern     | 1979 (del of Elpida), 1980 (baggrundsanger for Anna Vissi), begge gange for Grækenland |
| Hot Eyes                                  | Danmark    | 1984                                                                                   |
| Izhar Cohen                               | Israel     | 1978 (Vinder)                                                                          |
| Al Bano & Romina Power                    | Italien    | 1976                                                                                   |
| Ireen Sheer                               | Luxembourg | 1974, 1978 (for Tyskland)                                                              |
| Hanne Krogh (del af Bobbysocks!)          | Norge      | 1971                                                                                   |
| Elisabeth Andreassen (del af Bobbysocks!) | Norge      | 1982 (for Sverige, del af Chips)                                                       |
| Kikki Danielsson                          | Sverige    | 1982 (del af Chips                                                                     |
| Pino Gasparini                            | Schweiz    | 1977                                                                                   |
| Mariella Farré                            | Schweiz    | 1983                                                                                   |